# السیو بونی
اَلسیو بونی (انگلیسی: Alessio Boni؛ زادهٔ ۴ ژوئیهٔ ۱۹۶۶) بازیگر اهل ایتالیا است. از فیلم‌هایی که وی در آن نقش داشته است می‌توان به افسون، کالیبر ۹، زندگی‌های به فنا رفته، توریست، بهترین دوران جوانی، جنگ و صلح و کاراواجو اشاره کرد.